# Actual Size
Actual Size es el sexto álbum de estudio de la banda de rock estadounidense Mr. Big, publicado en el año 2001 por el sello Atlantic Records. Es el segundo álbum de estudio de la banda con el guitarrista Richie Kotzen, quien ingresó al grupo en reemplazo de Paul Gilbert. Este sería el último trabajo de la banda hasta su reunión y el lanzamiento del álbum What If... en 2011.

## Lista de canciones
1. "Lost in America" - 4:52
2. "Wake Up" - 3:45
3. "Shine" - 3:43
4. "Arrow" - 3:43
5. "Mary Goes 'Round" - 4:00
6. "Suffocation" - 4:43
7. "One World Away" - 4:05
8. "I Don't Want to Be Happy" - 4:50
9. "Crawl Over Me" - 5:08
10. "Cheap Little Thrill" - 3:12
11. "How Did I Give Myself Away" - 4:15
12. "Nothing Like It in the World"	- 5:02

## Créditos
- Eric Martin – Voz
- Richie Kotzen – Guitarra
- Billy Sheehan – Bajo
- Pat Torpey – Batería